# Ferrari F10
El Ferrari F10 es el monoplaza con el cual compitió en la temporada 2010 de Fórmula 1 la Scuderia Ferrari. Fue pilotado por Felipe Massa y Fernando Alonso.

## Presentación
El F10, el 56.º monoplaza fabricado por Ferrari para competir en Fórmula 1, fue presentado on-line el 28 de enero de 2010. El nombre del coche, F10, se descubrió el mismo día. El lugar escogido para la presentación fue Maranello. En un principio, y para un spot publicitario, el vehículo daría sus primeras vueltas en Fiorano el mismo día de la presentación, pero una nevada caída el día anterior lo impidió.

## Debut
Felipe Massa estrenó el F10 el 1 de febrero de 2010 en el Circuito de Cheste. El nuevo Ferrari se mostró veloz y fiable durante los tests de pretemporada.

## Temporada 2010
En su debut en la temporada 2010 de Fórmula 1, el F10 se hizo con la victoria en Baréin. Fernando Alonso ganó y Felipe Massa fue segundo, completando un doblete para la Scuderia.
Después, en Australia, Massa terminó tercero tras salir quinto y Alonso cuarto, tras una gran remontada en la que llegó a estar 22º porque su coche trompeó y quedó mirando hacia atrás causado por un choque con Jenson Button en la salida.
En la siguiente carrera, en Malasia, Alonso salía 19.º y Massa 21.º; tras cometer un error en la clasificación por salir demasiado tarde a la pista. En la carrera, Felipe acabó 6.º y Fernando tuvo que abandonar tras romper el motor cuando iba 9.º y podía ser 8.º. Cabe destacar que el español corrió durante toda la carrera con el cambio roto.
Dos semanas después, en China, Felipe acabó 9.º saliendo 7.º y Fernando 4.º tras salir 3.º: en dicha carrera intervinieron dos coches de seguridad, y Alonso fue sancionado por salir milésimas antes de que se apagara el semáforo, el asturiano adelantó al brasileño en el pit lane... etc.
Tras unos resultados aceptables en España (un segundo y un sexto puesto) y Mónaco (un cuarto y un sexto); en Estambul se encienden las luces de alarma, ya que el F10 tuvo serios problemas y estaba incluso por detrás de los Renault, luchando por los puntos. Eso hizo que en Valencia el equipo presentara muchas novedades en el monoplaza buscando una reacción, aunque por varios problemas (sanciones o apariciones del auto de seguridad) esta no llegó hasta Alemania, donde volvieron a conseguir un doblete. A partir de ahí, Alonso es el piloto que más puntos consigue, ganando otras tres carreras, sumando tres podios y manteniendo vivas sus opciones al título hasta el final, aunque no se pudo consumar la remontada por un fatal error estratégico en la última carrera en Abu Dhabi.
La temporada 2010 terminó con el F10 en segundo lugar en la clasificación general, como subcampeón del mundo, con Fernando Alonso (252 puntos). Sebastian Vettel terminó como campeón con 256 puntos.

## Fiabilidad
Tras la primera carrera de la temporada, en la que el equipo consiguió un doblete, Felipe Massa afirmó que la bajada de su ritmo al final de la prueba se debía a un recalentamiento del motor. Esto ha hecho que en Maranello se esté investigando una nueva tapa motor, que mejore la refrigeración, pero que no perjudique la aerodinámica del conjunto.

## Resultados

### Fórmula 1
(Clave) (negrita indica pole position) (cursiva indica vuelta rápida)

| Año  | Motor      | Neu. | N.º | Pilotos         | 1   | 2   | 3   | 4   | 5   | 6   | 7   | 8   | 9   | 10  | 11  | 12  | 13  | 14  | 15  | 16  | 17  | 18  | 19  | Puntos | Pos. |
| ---- | ---------- | ---- | --- | --------------- | --- | --- | --- | --- | --- | --- | --- | --- | --- | --- | --- | --- | --- | --- | --- | --- | --- | --- | --- | ------ | ---- |
| 2010 | 056 2.4 V8 | B    |     |                 | BHR | AUS | MYS | CHN | ESP | MON | TUR | CAN | EUR | GBR | GER | HUN | BEL | ITA | SIN | JPN | RCO | BRA | ABU | 396    | 3.º  |
| 2010 | 056 2.4 V8 | B    | 7   | Felipe Massa    | 2   | 3   | 7   | 9   | 6   | 4   | 7   | 15  | 11  | 15  | 2   | 4   | 4   | 3   | 8   | Ret | 3   | 15  | 10  | 396    | 3.º  |
| 2010 | 056 2.4 V8 | B    | 8   | Fernando Alonso | 1   | 4   | 13† | 4   | 2   | 6   | 8   | 3   | 8   | 14  | 1   | 2   | Ret | 1   | 1   | 3   | 1   | 3   | 7   | 396    | 3.º  |